# Vancouver
Vancouver (kiejtéseⓘ, vagy helyi dialektusban kiejtéseⓘ) fontos kikötőváros a nyugat-kanadai Brit Columbia tartomány délnyugati részében, a Georgia-szoros, a Fraser folyó és a kanadai Parti-hegység között.
Lower Mainland régió gazdasági, politikai és kulturális központja. Területe 114,67 km², népessége 611 869, nagyvárosi övezetével együtt (Nagy-Vancouver) 2 249 725 (2007-es adatok) – ezzel Kanada harmadik, Nyugat-Kanada második legnagyobb nagyvárosi övezete. A város népsűrűsége az észak-amerikai kontinensen New York, San Francisco és Mexikóváros után a negyedik legnagyobb.
Vancouver a világ egyik „legnemzetközibb” városa. Domináns etnikai csoportja nincs, a város lakóinak mintegy 52 százalékának, a nagyvárosi övezet népességének mintegy 43 százalékának anyanyelve nem az angol. Az angol anyanyelvűek után a legnépesebb csoportot a kínaiak alkotják.
Az Economist Intelligence Unit 2013-as rangsora szerint a világ harmadik legélhetőbb városa.

## Éghajlata
| Hónap                                        | Jan.  | Feb.  | Már. | Ápr. | Máj. | Jún. | Júl. | Aug. | Szep. | Okt. | Nov.  | Dec.  | Év    |
| -------------------------------------------- | ----- | ----- | ---- | ---- | ---- | ---- | ---- | ---- | ----- | ---- | ----- | ----- | ----- |
| Rekord max. hőmérséklet (°C)                 | 15,3  | 18,4  | 20,0 | 26,1 | 30,4 | 30,6 | 34,4 | 33,3 | 30,0  | 25,0 | 20,1  | 15,0  | 34,4  |
| Átlagos max. hőmérséklet (°C)                | 6,9   | 8,2   | 10,3 | 13,2 | 16,7 | 19,6 | 22,2 | 22,2 | 18,9  | 13,5 | 9,2   | 6,3   | 14,0  |
| Átlagos min. hőmérséklet (°C)                | 1,4   | 1,6   | 3,4  | 5,6  | 8,8  | 11,7 | 13,7 | 13,8 | 10,8  | 7,0  | 3,5   | 0,8   | 6,9   |
| Rekord min. hőmérséklet (°C)                 | −17,8 | −16,1 | −9,4 | −3,3 | 0,6  | 3,9  | 6,1  | 3,9  | −1,1  | −6,1 | −14,3 | −17,8 | −17,8 |
| Átl. csapadékmennyiség (mm)                  | 160   | 100   | 112  | 88   | 65   | 54   | 36   | 37   | 51    | 121  | 188   | 150   | 1162  |
| Havi napsütéses órák száma                   | 60    | 91    | 135  | 185  | 223  | 227  | 290  | 277  | 213   | 121  | 60    | 57    | 1938  |
| Forrás: Environment Canada and Weather Atlas |       |       |      |      |      |      |      |      |       |      |       |       |       |

## Története

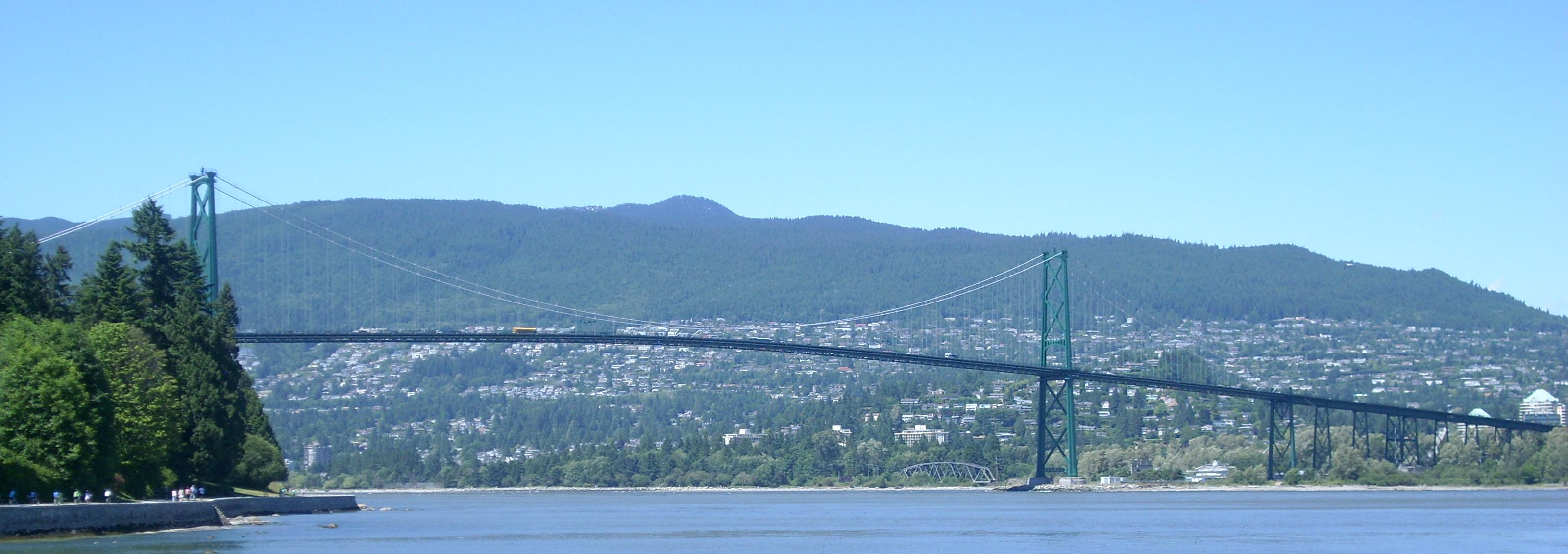
Lions' Gate híd

Nevét George Vancouver (1757–1798) brit felfedezőről kapta. A város először az 1860-as években népesült be, a Fraser-kanyoni aranyláz okozta bevándorlás következtében, főképp az Egyesült Államokból érkezett bevándorlókkal. Az aranyláz elmultával sokuk elhagyta a várost. 1887-ben ideérkezett a transzkontinentális vasút és Vancouver kis faipari városból gyorsan nagyvárossá fejlődött. A vancouveri kikötő akkor nyert nemzetközi jelentőséget, amikor megnyitották a Panama-csatornát és ez lehetővé tette, hogy a kanadai exportgabona a nyugati kikötőből is könnyen átjuthasson az Atlanti-óceánra. Azóta Kanada egyik legforgalmasabb kikötője lett és többet exportál, mint bármely más kikötő Észak-Amerikában.

## Demográfiája
Az 1950-es és 1960-as évek várostervezői a magasházak építését szorgalmazták a West End városrészben, hogy kiépülhessen egy tömegközlekedéssel, kerékpárral és gyalog jól megközelíthető és járható sűrű városmag. A város azóta is a sűrűség emelését tekinti jobb alternatívának a területi terjeszkedésnél, ezt célozta a korábbi polgármester Sam Sullivan EcoDensity programja is, amely magas minőségű, sűrű övezetek kialakítását célozta, aminek révén az ingatlan birtoklása gazdaságosabb. A terv ugyanakkor közösségi központok, parkok és kulturális központok kialakítását is célozta.
Vancouvert nevezik „a szomszédságok (angolul neighbourhoods) városának” is: minden szomszédság sajátos arculattal (és etnikai összetétellel) rendelkezik. Történelmileg az angol, skót és ír eredetű népesség alkotja a legnagyobb csoportot a városban, a brit társadalom és kultúra lenyomata ma is világosan kivehető bizonyos negyedekben, például Granville-ben és Kerrisdale-ben. Vannak olyan „szomszédságok”, ahol egy etnikai csoport alkot magas koncentrációt, például a Pandzsábi Piac (Punjabi Market), a Kis-Olaszország (Little Italy), a Görögváros (Greektown) és a Japánváros (Japantown). Sok szomszédságban lathatók kétnyelvű utcatáblák, például a Kínaivárosban (Chinatown) és a Pandzsábi Piacon.
A kínaiak beáramlása az 1980-as évektől gyorsult fel: sokan érkeztek Hongkongból, mielőtt az Egyesült Királyság átadta Kínának és magából Kínából, előzőleg pedig Tajvanból. A Kanadába bevándorló ázsiaiak legnépszerűbb célpontja Toronto után hagyományosan Vancouver. A városban jelentős számban élnek dél-ázsiaiak (főleg pandzsábiak, akiket általában indo-kanadai néven emlegetnek), filippínók, indonézek, koreaiak, kambodzsaiak és japánok. Növekszik a latin-amerikaiak száma is, ők főleg Peruból, Ecuadorból és újabban Mexikóból érkeznek.
A hongkongiak beáramlása előtt a legnagyobb nem-brit etnikai csoportokat az írek és a németek alkottak, utánuk a skandinávok, olaszok, az ukránok, illetve a korábban érkezett kínaiak alkották. Az 1950-es évek közepe és az 1980-as évek közt sok portugál érkezett Vancouverbe és Toronto és Montréal után most is Vancouverben él a legnagyobb portugál népesség Kanadában. Kisebb számban élnek itt a legutóbbi hullámokban érkezett kelet-európaiak (a már említett ukránokon kívül).
Jelentős bennszülött közösség is él Vancouverben és környéken (Brit Columbiában a legnagyobb).
Vancouvernek jelentős meleg népessége van. Ontario után Brit Columbia volt a második kanadai állam, amely alkotmányos jogként legalizálta az azonos neműek házasságát. A belváros (Downtown) területén a Davie Street körül sok a "melegek klubja". Minden évben Vancouver tartja Kanada egyik legnagyobb melegfelvonulását.

### A népesség növekedése
| Év   | Vancouver | Nagyvárosi övezete |
| ---- | --------- | ------------------ |
| 1891 | 13 709    | 21 887             |
| 1901 | 26 133    | 42 926             |
| 1911 | 100 401   | 164 020            |
| 1921 | 117 217   | 232 597            |
| 1931 | 246 593   | 347 709            |
| 1941 | 275 353   | 393 898            |
| 1951 | 344 833   | 562 462            |
| 1956 | 365 844   | 665 564            |
| 1961 | 384 522   | 790 741            |
| 1966 | 410 375   | 892 853            |
| 1971 | 426 256   | 1 028 334          |
| 1976 | 410 188   | 1 085 242          |
| 1981 | 414 281   | 1 169 831          |
| 1986 | 431 147   | 1 266 152          |
| 1991 | 471 644   | 1 602 590          |
| 1996 | 514 008   | 1 831 665          |
| 2001 | 545 671   | 1 986 965          |
| 2006 | 578 041   | 2 116 581          |
| 2007 | 611 869   | 2 249 725          |

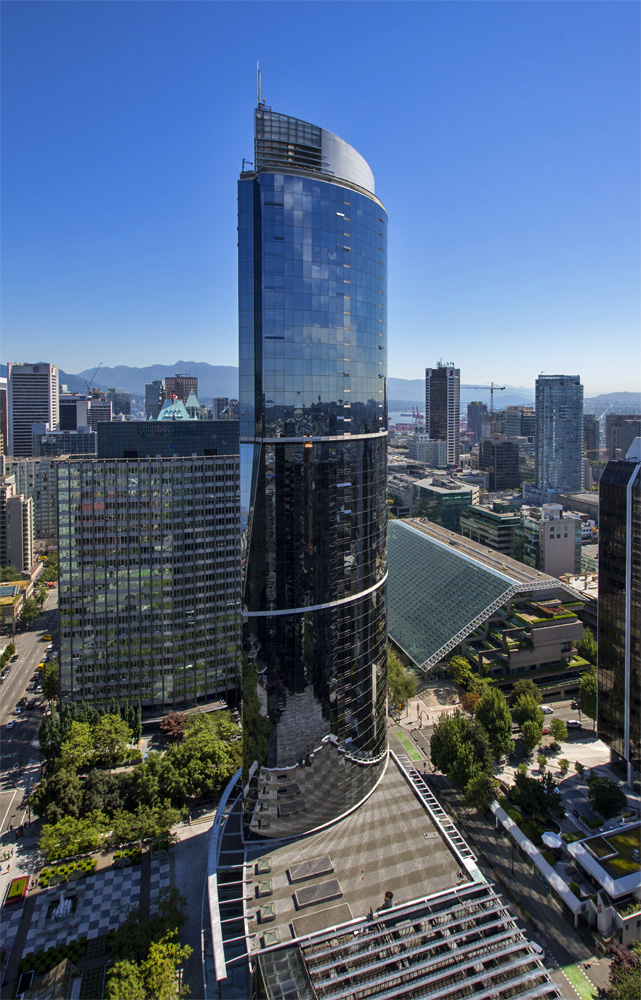
One Wall Centre felhőkarcoló

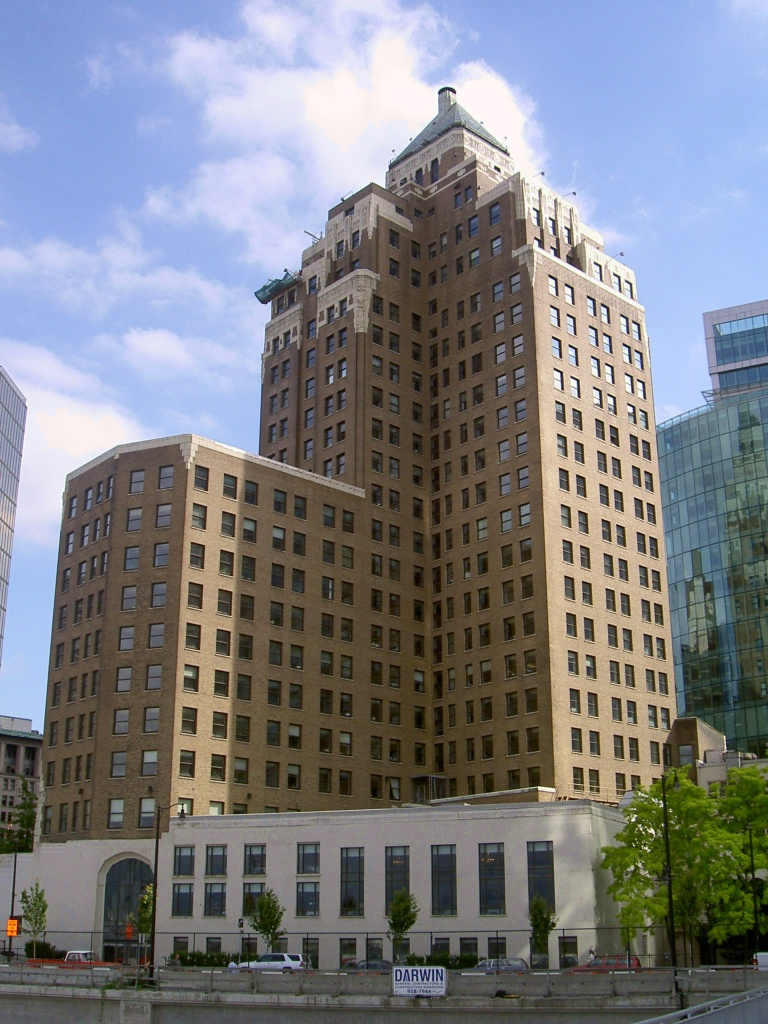
Marine Building

Megjegyzés: A város adatai 1929 előtt nem tartalmazza Point Greyt és South Vancouvert, a nagyvárosi övezet adatai a kanadai statisztikai hivatal népszámlálási adatait tükrözik.

### Városrészek

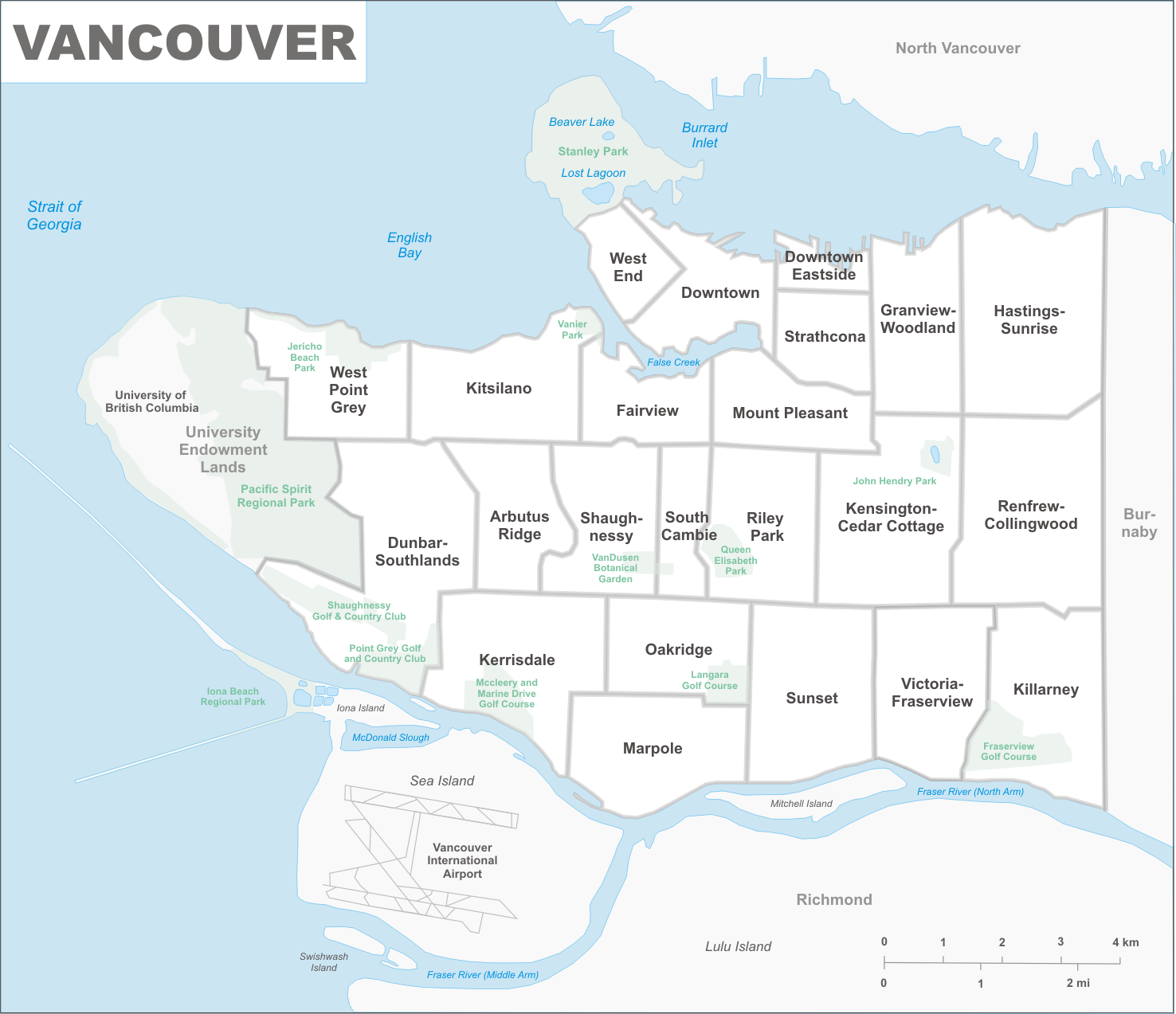
Vancouver „szomszédságai”

Vancouver 23  kerületre oszlik, melyeket ott „szomszédságnak” (neighbourhood) neveznek:
| - Arbutus Ridge - Downtown - Downtown Eastside - Dunbar-Southlands - Fairview - Granview-Woodland - Hastings-Sunrise - Kensington-Cedar Cottage - Kerrisdale - Killarney - Kitsilano - Marpole | - Mount Pleasant - Oakridge - Renfrew-Collingwood - Riley Park - Shaughnessy - South Cambie - Strathcona - Sunset - Victoria-Fraserview - West End - West Point Grey |

## Kormányzata
Más brit columbiai önkormányzatoktól eltérően Vancouver státuszáról egyedi jogszabály, az 1953-ban elfogadott Vancouver Charter rendelkezik, amely egy 1921-es – szintén külön – törvényt írt felül és amely szélesebb körű és más jogokat ad a városnak, mint azok a jogok, amelyeket az állam többi települése az önkormányzati törvény alapján élvez.
A második világháború óta többnyire a jobbközép Nem-Párt Egyesület (angolul Non-Partisan Association, NPA) kormányozza a várost, bár 2008-ig azért voltak jelentős középbal irányítású időszakok is. Az NPA 2002-ben drogpolitikai nézeteltérések miatt szétszakadt, és ezután a Haladó Választók Koalíciója (Coalition of Progressive Electors, COPE) aratott földcsuszamlásszerű győzelmet. Ezt követően megalapították a heroinfüggők számára Észak-Amerika első „biztonságos injekcióközpontját”, az Insite-ot.
A város irányító önkormányzati testületei a tíztagú Vancouveri Városi Tanács, a kilenctagú Iskolabizottság és a héttagú Parkbizottság. Mindezek tagjait három évre bízzák meg és közvetlenül választják. Az eddigi tapasztalatok szerint a város módosabb nyugati része többségében konzervatív vagy liberális, a keleti oldal pedig inkább baloldali jelöltekre szavaz. Ezt megerősítették a 2005-ös tartományi és a 2006-os szövetségi választások eredményei is.

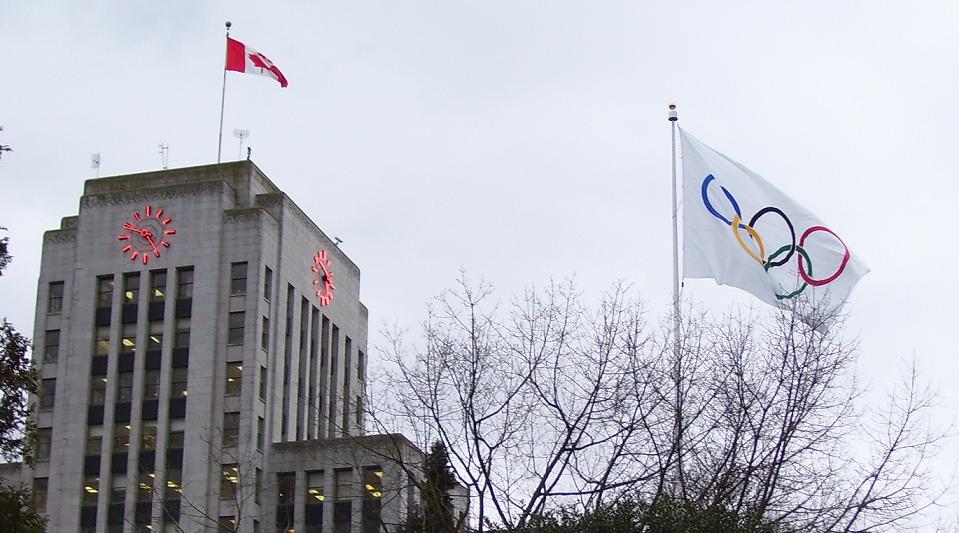
A vancouveri városháza a 2010-es téli olimpia zászlajával

Bár a helyi politika polarizált, sok kérdésről konszenzus alakult ki, például a helyi parkok védelméről, a gyorsvasút (és nem a közúti közlekedés) fejlesztésének szükségességéről, kábítószerügyben a kármérséklő megközelítésről és a kommunális fejlesztések ügyeiről.
Larry Campbell 2002-ben részben annak köszönhette polgármesterré választását, hogy drogügyben hajlandó volt elfogadni alternatív megoldásokat, mint amilyen a felügyelt injekciós központ. A város négypillérű drogstratégiát fogadott el, ennek fő elemei a kármérséklés, a kezelés, a jogalkalmazás és a megelőzés. Ez jórészt arra a problémára válasz, hogy a város Downtown Eastside negyedében az injekciót használó drogosok közt jelentős mértékben elterjedt a HIV és a hepatitis C. Ez a terület tulajdonképpen nyomornegyed, amelyre jellemző a prostitúció és az elterjedt utcai kábítószer-kereskedelem. Egyes szervezetek és csoportok, mint a From Grief to Action („Fájdalomtól a Cselekvésig”) és a Keeping the Door Open („Nyitva Tartva az Ajtót”) további alternatív megoldások után kutatnak.
Campbell nem indult újra a polgármesteri székért, és később a kanadai Szenátus tagja lett. A 2005-ös önkormányzati választáson a vancouveri inga visszalendült jobbra, és az NPA polgármesterjelöltje, Sam Sullivan győzött. A Tanácsba öt NPA-, egy COPE-jelölt került, a maradék négy hely a centrista Vision Vancouver szervezetnek jutott.

### Tartományi, szövetségi képviselet
Brit Columbia Törvényhozó Gyűlésében a 2005-ös választások alapján tízen képviselik Vancouvert (öt liberális és öt baloldali), köztük a jelenlegi tartományi miniszterelnök, Gordon Campbell. A kanadai Képviselőházban Vancouvernek öt képviselője van a 2004-es választások alapján. Eredetileg négy liberális és egy baloldali képviselője volt, de 2006-ban az egyik liberális képviselő a Kanadai Konzervatív Párthoz csatlakozott. A 2008-as választásokon az NDP két helyet, a vancouveri liberálisok három helyet szereztek.

## Gazdasága

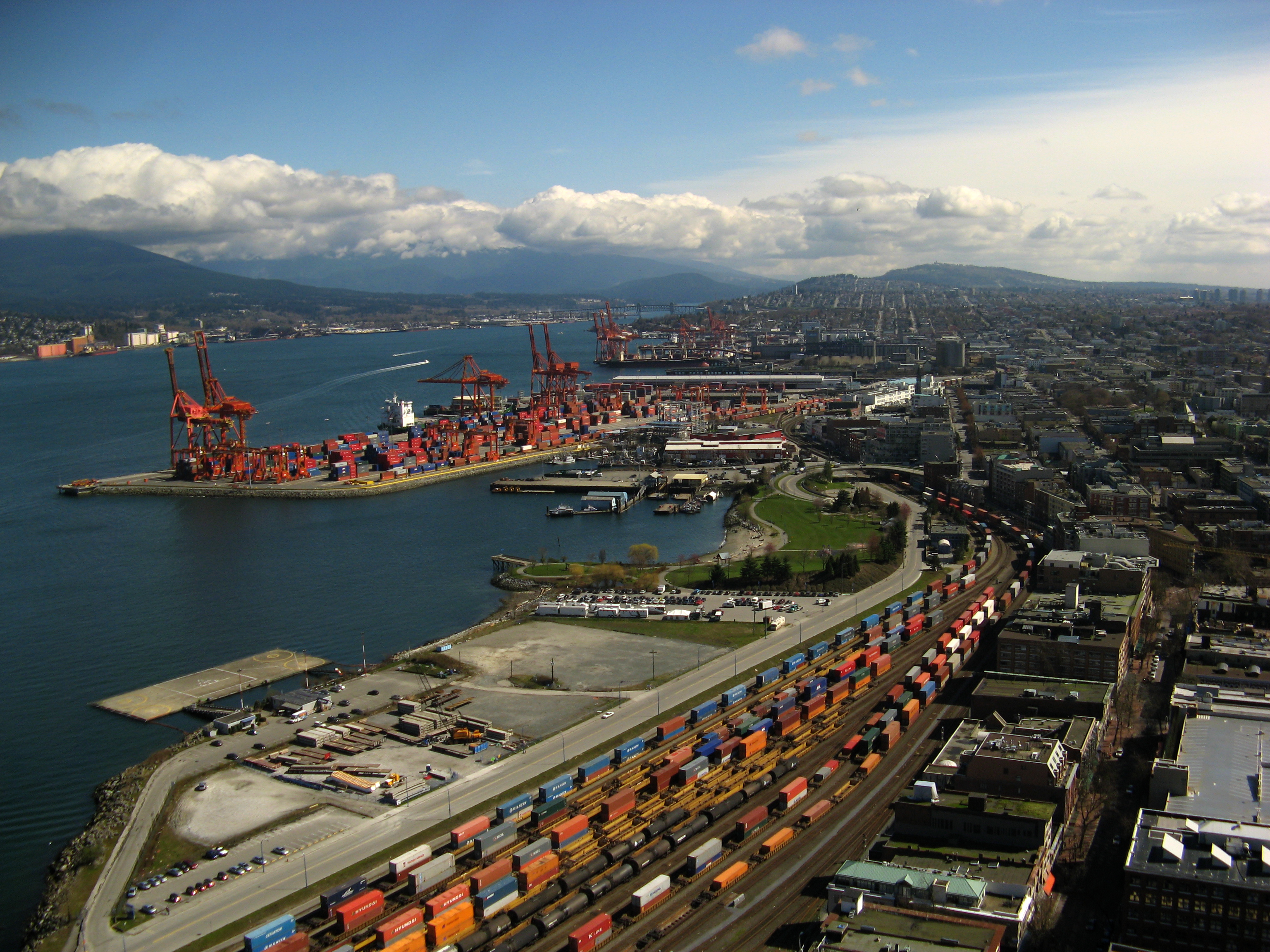
A vancouveri kikötő

Gazdasága sokáig Brit Columbia hagyományos erdészetére, bányászatára, halászatára és földművelésére támaszkodott, később azonban több lábra állt, és mára virágzó szolgáltatóipara, gyorsan fejlődő turizmusa van, emellett itt van Észak-Amerika harmadik legnagyobb filmgyártó központja Los Angeles és New York City után. A high-tech iparágak közül különösen a videójátékfejlesztés jelentős Vancouverben.

## Sport
Híres jégkorongcsapata a Vancouver Canucks. A város volt a 2010-es téli olimpia házigazdája.

## Testvérvárosok
- Odessza, Ukrajna (1944)
- Jokohama, Japán (1965)
- Edinburgh, Egyesült Királyság (1978)
- Kanton, Kína (1985)
- Los Angeles, USA (1986)

## A város szülöttei
- Hayden Christensen
- Noel Fisher
- Jason Priestley
- Ryan Reynolds
- Cobie Smulders
- Finn Wolfhard
- Natasha Calis

## Fordítás
Ez a szócikk részben vagy egészben  a   Vancouver című angol Wikipédia-szócikk fordításán alapul.  Az eredeti cikk szerkesztőit annak laptörténete sorolja fel. Ez a jelzés csupán a megfogalmazás eredetét és a szerzői jogokat jelzi, nem szolgál a cikkben szereplő információk forrásmegjelöléseként.